# Esme Burge
Pour les articles homonymes, voir Burge (homonymie).
Esme Burge est une joueuse de hockey sur gazon britannique. Elle évolue au poste de milieu de terrain à Hampstead & Westminster et avec les équipes nationales anglaise et britannique,,.

## Biographie
Esme est née le 15 mai 1999 en Angleterre.

## Carrière
Elle a fait ses débuts le 7 juin 2019 contre l'Allemagne avec l'équipe première britannique à Londres lors de la Ligue professionnelle 2019.